# ザック・ゲロフ
ザカリー・ダン・ゲロフ（Zachary Dunn Gelof, 1999年10月19日 - ）は、アメリカ合衆国デラウェア州レホボスビーチ出身のプロ野球選手（二塁手）。右投右打。MLBのアスレチックス所属。

## 経歴
高校時代の2018年にMLBドラフト38巡目（全体1153位）でクリーブランド・インディアンスから指名されたが、契約せずにバージニア大学へ進学した。
2021年のMLBドラフト2巡目（全体60位）でオークランド・アスレチックスから指名されプロ入り。契約金は115万7400ドル。傘下のルーキー級アリゾナ・コンプレックスリーグ・アスレチックスでプロデビューし、その後A級ストックトン・ポーツ、AAA級ラスベガス・アビエイターズへ昇格した。この年は3チーム合計で36試合に出場して打率.333、7本塁打、30打点の成績を記録した。
2022年はAA級ミッドランド・ロックハウンズで開幕を迎えた。5月下旬に左肩関節唇を負傷して欠場したが、7月中旬に復帰。シーズン終盤の9月20日にはAAA級ラスベガスに昇格し、9試合の出場で5本塁打を記録した。この年は2チーム合計で96試合に出場して、打率.270、18本塁打、66打点、10盗塁という成績だった。オフにはマイナーの有望株が集結するアリゾナ・フォールリーグに参加し、メサ・ソーラーソックスでプレーした。
2023年は3月に開催された第5回ワールド・ベースボール・クラシック（WBC）にイスラエル代表として出場した。開幕はAAA級ラスベガスで迎え、7月14日にメジャー契約を結んでアクティブ・ロースター入り。同日のミネソタ・ツインズ戦でメジャーデビューを果たした。その後好調を維持し8月には打率.286、7本塁打、15打点でアメリカン・リーグの月間最優秀新人賞を受賞。オフにはMLB公式発表の2B TOP10に第9位で選ばれる等1年目にして覚醒の年となった。

## 詳細情報

### 年度別打撃成績
| 年 度    | 球 団    | 試 合 | 打 席 | 打 数 | 得 点 | 安 打 | 二 塁 打 | 三 塁 打 | 本 塁 打 | 塁 打 | 打 点 | 盗 塁 | 盗 塁 死 | 犠 打 | 犠 飛 | 四 球 | 敬 遠 | 死 球 | 三 振 | 併 殺 打 | 打 率 | 出 塁 率 | 長 打 率 | O P S |
| -------- | -------- | ----- | ----- | ----- | ----- | ----- | -------- | -------- | -------- | ----- | ----- | ----- | -------- | ----- | ----- | ----- | ----- | ----- | ----- | -------- | ----- | -------- | -------- | ----- |
| 2023     | OAK      | 69    | 300   | 270   | 40    | 72    | 20       | 1        | 14       | 136   | 32    | 14    | 2        | 0     | 1     | 26    | 1     | 3     | 82    | 5        | .267  | .337     | .504     | .840  |
| 2024     | OAK      | 138   | 547   | 497   | 60    | 105   | 20       | 2        | 17       | 180   | 49    | 25    | 3        | 3     | 5     | 38    | 0     | 4     | 188   | 7        | .211  | .270     | .362     | .632  |
| MLB：2年 | MLB：2年 | 207   | 847   | 767   | 100   | 177   | 40       | 3        | 31       | 316   | 81    | 39    | 5        | 3     | 6     | 64    | 1     | 7     | 270   | 12       | .231  | .294     | .412     | .706  |

- 2024年度シーズン終了時
- 各年度の太字はリーグ最高

### 年度別守備成績
| 年 度 | 球 団 | 二塁（2B） | 二塁（2B） | 二塁（2B） | 二塁（2B） | 二塁（2B） | 二塁（2B） |
| 年 度 | 球 団 | 試 合      | 刺 殺      | 補 殺      | 失 策      | 併 殺      | 守 備 率   |
| ----- | ----- | ---------- | ---------- | ---------- | ---------- | ---------- | ---------- |
| 2023  | OAK   | 69         | 137        | 141        | 3          | 44         | .989       |
| 2024  | OAK   | 138        | 264        | 332        | 7          | 92         | .988       |
| MLB   | MLB   | 207        | 401        | 473        | 10         | 136        | .989       |

- 2024年度シーズン終了時
- 各年度の太字はリーグ最高

### 表彰
- ルーキー・オブ・ザ・マンス：1回（2023年8月）

### 代表歴
- 2023 ワールド・ベースボール・クラシック イスラエル代表

### 背番号
- 20（2023年 - ）